# Passatelli
Les passatelli sont des pâtes faites à partir de chapelure, d'œufs et de parmesan râpé. Dans certaines régions, on ajoute du citron et de la noix de muscade. Les passatelli sont habituellement cuites dans un bouillon de poulet. Ces pâtes sont communes dans les régions de Pesaro et d'Urbino, du nord des Marches ainsi qu'en Émilie-Romagne et en Ombrie.
Les passatelli sont confectionnées en faisant passer la pâte à travers un presse-purée au-dessus d'un bouillon très chaud.